# Yehudi Menuhin
Yehudi Menuhin, también conocido como Lord Menuhin of Stoke d'Abernon (Nueva York, 22 de abril de 1916-Berlín, 12 de marzo de 1999), fue un violinista y director de orquesta nacido en Estados Unidos, con nacionalidades suiza (1970) y británica (1985), de origen ruso y ascendencia judía. Es considerado uno de los más grandes violinistas del siglo XX.
Presidió el Consejo internacional de música en la Unesco (de 1969 a 1975) y fue un activo defensor de causas humanitarias. Fue alumno de yoga de B. K. S. Iyengar, de quien decía que fue su mejor maestro de violín.

## Formación temprana
A los tres años, Yehudi Menuhin acompañaba a sus padres cuando estos asistían a los conciertos de la Orquesta Sinfónica de San Francisco. El sonido del violín de Louis Persinger encantaba tanto al pequeño que insistió en tener uno en su cumpleaños y que Persinger fuera su profesor. Menuhin obtuvo ambas cosas y a la edad de diez años ya era un intérprete de fama mundial.
Le costó a Yehudi y a su familia que el afamado profesor de violín tomara como discípulo a un niño de 4 años, así que mientras tanto estuvo en el estudio del Svengali local, Sigmund Anker. Los comienzos fueron duros hasta que por fin, todo fluyó. Tras ello, un segundo puesto en un festival que el propio Anker realizaba a modo de demostración o competición con su alumnado, le abrió las puertas a Yehudi de poder ponerse a las órdenes de Persinger.
La inteligencia musical de Menuhin se manifestó incluso antes de haber tocado un violín o haber recibido ningún tipo de instrucción musical. Algunos especialistas sugieren que ya estaba preparado desde su nacimiento para la música por su poderosa reacción a este sonido en especial y sus rápidos avances con el instrumento a tan corta edad.

## Labor pedagógica
Su labor pedagógica incluye la creación de una escuela y una fundación por la que han pasado músicos como los violinistas Nigel Kennedy y Csaba Erdelyi, el violista Paul Coletti, el barítono Jorge Chaminé o Henri Demarquette. Además, ideó un programa pedagógico llamado Proyecto MUS-E®, que actualmente se desarrolla a través de la Internacional Yehudi Menuhin Foundation y la Fundación Yehudi Menuhin España, cuyo fin es la educación en valores a través de las artes, mejorando el trato entre compañeros, disminuyendo la discriminación y propiciando la tolerancia.

## Premios y reconocimientos
Recibió el Premio de la Paz de los libreros alemanes en 1979, en 1991 el Premio de la Fundación Wolf de las Artes de Jerusalén, en 1994 una Condecoración Konex otorgada por la Fundación Konex (Argentina), y, junto con el ruso Mstislav Rostropóvich, el Premio Príncipe de Asturias de la Concordia en 1997. En 1997 fue el encargado de realizar el pregón de las Fiestas de la Mercè de Barcelona, con un discurso en el que proclamó que la cultura es el camino hacia una mejor civilización.